# Schlitzblättriger Hain-Hahnenfuß

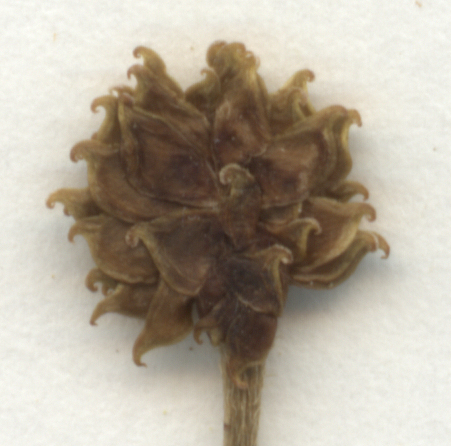
Schlitzblättriger Hain-Hahnenfuß (Früchte)

Der Schlitzblättrige Hain-Hahnenfuß (Ranunculus polyanthemophyllus, Syn.: Ranunculus serpens subsp. polyanthemophyllus), auch als Polyanthemusblättriger Hahnenfuß bezeichnet, ist ein Angehöriger der Familie der Hahnenfußgewächse (Ranunculaceae).

## Erscheinungsbild
Der Schlitzblättrige Hain-Hahnenfuß ist eng mit dem Vielblütigen Hain-Hahnenfuß (Ranunculus polyanthemos) verwandt. Er gehört damit zu einer schwierigen Gruppe von Hahnenfuß-Arten, die teilweise nur schwer voneinander zu trennen sind.
Typischerweise besitzt der Schlitzblättrige Hain-Hahnenfuß, der eine mehrjährige krautige Pflanze ist, einen etwa 50 bis 100 cm hohen, aufrecht wachsenden Stängel. Dieser ist nie niederliegend (Unterschied zu Ranunculus serpens) und treibt daher auch keine Laubblattrosetten aus. Der Stängel ist nur im unteren Teil zerstreut anliegend behaart.
Die Grundblätter sind meist bis zum Grund drei- bis fünfteilig eingeschnitten und besitzen in der Regel einen etwa 4 bis 8 mm lang gestielten, mehr oder weniger breiten Mittelabschnitt. Die einzelnen Abschnitte, die sich häufig überdecken, sind nochmals dreilappig unterteilt und manchmal gelbgrün gefleckt. Die Stängelblätter sind in der Regel tief  bis zum Stielansatz zerschnitten und besitzen linealisch lanzettliche Abschnitte.
Die Blütenstiele sind gefurcht und abstehend behaart. Die Blüten sind leuchtend gelb.
Die etwa 1,5 mm langen Fruchtschnäbel sind bei jungen Nüsschen stark eingerollt (Unterschied zu Ranunculus polyanthemoides und Ranunculus polyanthemos) und in reifem Zustand stark gebogen. Sie sind etwa 1/4 bis 1/2 so lang wie das restliche Nüsschen.
Der Schlitzblättrige Hain-Hahnenfuß blüht vorwiegend in den Monaten von Mai bis Juli.
Die Chromosomenzahl beträgt 2n = 16.

## Verbreitung und Standortansprüche
Die allgemeine Verbreitung dieser Art ist noch unzureichend erforscht. Bislang gibt es Funde aus Frankreich, Deutschland, der Schweiz, Österreich und Italien.
In Deutschland ist Ranunculus polyanthemophyllus offenbar selten und vor allem im mittleren und äußerst westlichen Gebiet zu finden.
In Österreich wie in der Schweiz ist die Verbreitung ebenfalls noch unsicher. Offenbar ist er dort zerstreut bis selten zu finden.
Der Schlitzblättrige Hain-Hahnenfuß wächst in Halbtrockenrasen und an Wald- und Wegrändern. Er bevorzugt basenreiche Lehmböden.
Die ökologischen Zeigerwerte nach Landolt et al. 2010 sind in der Schweiz: Feuchtezahl F = 3+w+ (feucht aber stark wechselnd), Lichtzahl L = 3 (halbschattig), Reaktionszahl R = 3 (schwach sauer bis neutral), Temperaturzahl T = 4 (kollin), Nährstoffzahl N = 3 (mäßig nährstoffarm bis mäßig nährstoffreich), Kontinentalitätszahl K = 4 (subkontinental).

## Verwechslungsmöglichkeiten
Die genaue Einordnung des Schlitzblättrigen Hain-Hahnenfußes ist zum Teil umstritten. Während einige Autoren ihn als Unterart des Wurzelnden Hain-Hahnenfußes (Ranunculus serpens) ansehen, wird ihm neuerdings Artstatus zugesprochen. Die Abgrenzung zu Ranunculus serpens oder auch zum Verschiedenschnabeligen Hain-Hahnenfuß (Ranunculus polyanthemoides) ist teilweise sehr schwierig, was durch das Auftreten von Hybriden noch wesentlich kompliziert wird.